# Verbrauchsintensität
Unter Verbrauchsintensität (oder Kaufintensität) wird im Marketing und in der Marketinglehre die Häufigkeit verstanden, mit der ein Produkt oder eine Dienstleistung von einem Wirtschaftssubjekt innerhalb eines bestimmten Zeitraumes wiederholt konsumiert wird.

## Allgemeines
Die Kaufentscheidung eines Konsumenten lässt sich in die Teilentscheidungen Wahl der Produktart, Markenwahl, Wahl der Einkaufsstätte, Markentreue und Verbrauchsintensität aufgliedern. Dabei ist die Verbrauchsintensität ein Kriterium des Kaufverhaltens insbesondere von Privathaushalten. Hierbei sind die Wahl der Produktart, die Markenwahl, die Markentreue und die Verbrauchsintensität wichtige produktbezogene Kriterien. Die Verbrauchsintensität entspricht dem maximalen Verbrauch pro Kopf und pro Zeiteinheit.

## Marktsegmentierung
Aufgrund ihrer Verbrauchsintensität lassen sich die Verbraucher in verschiedene Zielgruppen einteilen, nämlich in Nicht-Käufer, Wenig-Käufer und Viel-Käufer (Intensivkäufer). Bei Lebensmitteln und Getränken gibt es meist Viel-Käufer, die bestenfalls täglich bestimmte Waren einkaufen. Dabei handelt es sich um nicht-dauerhafte Konsumgüter, die bei ihrem Konsum untergehen, denn Kauf und Verbrauch liegen zeitlich eng beieinander. Bei dauerhaften Konsumgütern fallen Kauf und Verbrauch bzw. Nutzung zeitlich auseinander, die Güter gehen erst nach Ablauf ihrer Haltbarkeit unter. Insbesondere bei langlebigen Gebrauchsgegenständen gibt es deshalb stets Wenig-Käufer.
Im Marketing kann die Verbrauchsintensität der Kunden zur Marktsegmentierung eingesetzt werden:
| Verbrauchsmenge pro Monat | weniger als 5 Liter | 5 Liter bis 10 Liter | über 10 Liter |
| ------------------------- | ------------------- | -------------------- | ------------- |
| Marke A                   | 45                  | 30                   | 20            |
| Marke B                   | 22                  | 37                   | 45            |
| Marke C                   | 33                  | 33                   | 25            |
| Anteil der Käufer         | 40 %                | 45 %                 | 15 %          |
| Mengenanteil              | 20 %                | 30 %                 | 50 %          |
| Marktanteil               | 28 %                | 38 %                 | 34 %          |

Die Marke A besitzt ihren größten Marktanteil im Segment der nicht verbrauchsintensiven Kunden, der Marktanteil vermindert sich mit der Verbrauchsintensität. Bei Marke B liegt der Marktanteil unter den Wenig-Käufern bei 22 % und steigt mit der Verbrauchsintensität auf 45 % bei den Viel-Käufern.

## Berechnung
Die betriebswirtschaftliche Kennzahl der Kaufintensität {\displaystyle K_{i}} stellt die Kaufmenge eines bestimmten Produkts (Marke) oder Dienstleistung  eines durchschnittlichen Käufers in einer Region ({\displaystyle KM_{R}}) der Kaufmenge aller Käufer des Gesamtmarktes ({\displaystyle KM_{G}}) gegenüber:
{\displaystyle K_{i}={\frac {KM_{R}}{KM_{G}}}\cdot 100}.
Auf diese Weise lässt sich ermitteln, ob es sich um Intensivkäufer oder Extensivkäufer handelt. Intensivkäufer sind jene, bei denen beispielsweise 10 % der Käufer 50 % der gesamten Menge einer Marke konsumieren, während 70 % der Käufer einer Marke lediglich 25 % der gesamten Einkaufsmenge kaufen (Extensivkäufer).

## Wirtschaftliche Aspekte
Die Verbrauchsintensität ist eine wesentliche Einflussgröße für das Marktvolumen auf einem Markt und die Umsatzerlöse eines Unternehmens. Kann sie gesteigert werden, erhöhen sich die Umsatzerlöse. Erhöhungsmöglichkeiten der Verbrauchsintensität sind insbesondere täglicher oder noch häufigerer Gebrauch oder Verbrauch (beispielsweise bei Arzneimitteln mehrere Tabletten täglich), geplante Obsoleszenz oder kürzere Haltbarkeit durch hohe Verbrauchsintensität. Neben der Abwerbung von Kunden und der Aktivierung des latenten Bedarfs gehört die Erhöhung der Verbrauchsintensität zu den Faktoren für die Steigerung des Marktanteils.
Im Hinblick auf die Warenrotation weisen Schnelldreher eine höhere Verbrauchsintensität auf als Langsamdreher, Stammkunden können verbrauchsintensiver sein als Laufkundschaft. Gelingt es, die Kunden durch Dauerschuldverhältnisse an ein Unternehmen zu binden (wie durch Abonnements, Buchgemeinschaften, Stromliefervertrag), kann die Verbrauchsintensität erhöht werden. Eine Steigerung der Verbrauchsintensität langlebiger Güter kann durch geplante Obsoleszenz erreicht werden. Marketingstrategie auf einem Schrumpfmarkt kann sein, die Verbrauchsintensität der verbliebenen Käufer zu erhöhen.

## Abgrenzung
Die Abgrenzung zwischen Verbrauchsintensität, Kauffrequenz und Kaufintensität wird in der Fachliteratur nicht einheitlich vorgenommen. Als Verbrauchsintensität wird manchmal auch der Unterschied zwischen kurzlebigen Konsumgütern und langlebigen Gebrauchsgütern verstanden. Die Kaufintensität sagt aus, in welcher Menge pro Einkauf ein bestimmtes Produkt erworben wird. Sie gibt an, ob ein Käufer einer bestimmten Marke weniger oder mehr als ein durchschnittlicher Käufer irgendeiner Marke eines Produktes kauft. Die Kauffrequenz hängt im Wesentlichen von der Verbrauchsintensität und der Ausprägung der Produkt- und Markentreue ab.